# سید حسین خادمی
سید حسین موسوی خادم الشریعه معروف به سید حسین خادمی (۱۴ دی ۱۲۸۰ – ۲۰ اسفند ۱۳۶۳) فقیه و مجتهد شیعه، رئیس حوزه علمیه اصفهان، عضو هیئت علمیه اصفهان و نماینده منتخب مردم استان اصفهان در مجلس خبرگان قانون اساسی و مجلس خبرگان رهبری بود. او همچنین رئیس سِنّی اولین مجلس خبرگان رهبری بود.

## زندگی‌نامه
سید حسین خادمی در  ۱۴ دی ۱۲۸۰ در اصفهان به دنیا آمد. نسب وی به موسی کاظم می‌رسد. پدرش سید ابوجعفر خادم‌الشریعه، فرزند سید صدرالدین موسوی عاملی فرزند سید صالح موسوی عاملی بود. خادمی در سن پنج سالگی، پدرش را از دست داد.

## تحصیلات
خادمی تا سن سیزده سالگی به مدرسهٔ «علمیه» رفت و دورهٔ دبستان را به اتمام رساند. سپس به حوزه علمیه اصفهان وارد شد و به شکل تمام وقت، مقدمات، سطوح و مراحلی از دروس خارج فقه و اصول را آموخت. علی یزدی، آقا میرزا اردستانی و میرزا احمد مدرس اصفهانی از استادان دروس مقدمات وی بودند. رسائل را نزد ملا عبدالکریم گزی و سید علی نجف‌آبادی فرا گرفت. کفایه را نیز از سید محمد نجف‌آبادی آموخت. میر محمدصادق خاتون‌آبادی ظاهراً تنها استاد مقطع خارج وی در اصفهان بود.

## آثار
- رهبر سعادت

موضوع این اثر در علم کلام و عقاید است که به شیوه مناظره نوشته شده است و در زمان خود شیوه ابتکاری به‌شمار می‌آمد. بعدها عبدالکریم هاشمی‌نژاد در کتاب «مناظره دکتر و پیر» و ناصر مکارم شیرازی در کتاب «فیلسوف‌نماها» و بهزاد دانشگر و امیرحسین بانکی پورفرد در کتاب «دختران آفتاب» از این شیوه بهره بردند.

## فعالیت‌ها

### اجتماعی
خادمی در مسجد دارالشفا در بازار اصفهان شب‌ها اقامهٔ نماز جماعت داشت. هر شب بعد از نماز منبر کوتاه ۱۰ دقیقه ای داشت. انجمن مددکاری امام زمان برای کمک به ایتام با حمایت‌های وی در اصفهان بنیان گذاشته شد.

### سیاسی
در دهه ۳۰ سید حسین خادمی با سید ابوالقاسم کاشانی و نهضت ملی شدن صنعت نفت همراه بود. در سال ۱۳۴۱ خادمی در تحصن روحانیون در اعتراض به دستگیری سید روح‌الله خمینی شرکت کرد. خادمی پس از آزادی سید روح‌الله خمینی در تاریخ ۱۵ فروردین ماه ۱۳۴۳ برای اظهار حمایت از سید روح‌الله خمینی به همراه عده‌ای از مردم و علمای اصفهان به قم رفت. سید روح‌الله خمینی در جمع مردم اصفهان حاضر شد و سید حسین خادمی را به‌عنوان نماینده خود معرفی کرد.
سید حسین خادمی از اعضای هیئت علمیه اصفهان بود و در جریان ملی شدن صنعت نفت با صدور بیانیه‌هایی از نهضت ملی شدن صنعت نفت ایران حمایت کرد. او در جریان انقلاب ۵۷ ایران به شدت علیه حکومت پهلوی فعالیت می‌کرد و در دهه شصت، به همراه سید جلال الدین طاهری محور یکی از دو جریان سیاسی اصفهان بود. همچنین برای اعتراض به بعضی از تندروی‌ها و مصادره انقلابی اموال مردم، با سید روح‌الله خمینی مکاتبه می‌کرد:
از اصفهان شکایات زیاد هست حتی همین دیروز یا پریشب یک کاغذی از آقای خادمی آمده بود و تعبیر ایشان در آن کاغذ این بود که در اطراف اصفهان مشغول غارت کردن مردمند این تعبیر ایشان است.

### تحصن در منزل سید حسین خادمی
در خرداد ۱۳۵۷، گروهی اراذل‌واوباش زندان اصفهان به زندانیان سیاسی حمله کردند و آنها را زخمی و مجروح کردند. این واقعه موجب اعتصاب زندانیان سیاسی شد و به دنبال آن تحصن مادران و خانواده‌های زندانیان سیاسی در تیر ۱۳۵۷ در منزل سید حسین خادمی، رئیس حوزه علمیه اصفهان را همراه داشت. این تحصن ۱۵ روز به طول انجامید. زنان برگزارکنندهٔ این تحصن، در آن ۱۵ روز، جلسه‌های عقیدتی و احکام و مباحثه برگزار می‌کردند. مطالبهٔ زنان، بهبود شرایط زندان اصفهان بوده است، در نهایت نیز مسئولان به آنان قول می‌دهند که به مطالباتشان رسیدگی کنند. زنان از منزل سید حسین خادمی به سمت دروازه دولت راهپیمایی می‌کنند و سپس متفرق می‌شوند.
مطابق سند ساواک به تاریخ ۲ مرداد ۱۳۵۷ سید محمدرضا گلپایگانی در نامه ای به خادمی صمن همدردی با متحصنین، نسبت به اعمال خشونت علیه خواسته‌های مردم هشدار داد.
در همین ایام مردم، در اعتراض به دستگیری سید جلال‌الدین طاهری و چند تن دیگر در اصفهان، از بازار و دانشگاه اصفهان عبور می‌کنند و در نهایت برای ۱۰ روز به منزل سید حسین خادمی پناه می‌برند. این بست نشینی و تحصن، از ۵ روز پیش از ماه رمضان آغاز و تا ۵ روز پس از آن ادامه می‌یابد. یک نفر هزینهٔ نصب پوشش بر حیاط این منزل را تقبل می‌کند و بازاریان اصفهان، به مردم افطاری می‌دهند.
حکومت وقت برای سرکوب حرکت مردم و انقلابیون، در پنجم رمضان سال ۱۳۹۸ (برابر با ۲۰ مرداد سال ۱۳۵۷)، مردم را موردحمله قرارداد که منجر به کشته شدن ۹ نفر و مجروح شدن تعداد قابل‌ملاحظه‌ای شد. پس از این حادثه برای مدت یک ماه در اصفهان و برخی شهرهای اطراف مثل نجف آباد، حکومت نظامی برقرار شد. این در حالی بود که آخرین حکومت‌نظامی در ایران، در خرداد ۱۳۴۲ در شهرهای تهران و شیراز بود.

## درگذشت
سید حسین خادمی در ۲۰ اسفند ۱۳۶۳ بر اثر سکته مغزی، در اصفهان درگذشت و پیکرش بنا به وصیتش در رواق دارالسلام حرم امام رضا در مشهد به خاک سپرده شد. سید روح‌الله خمینی نیز پس از درگذشت خادمی، پیام تسلیتی ارسال کرد.